# Hestimodema
Hestimodema is een geslacht van spinnen uit de  familie van de Zoridae (stekelpootspinnen).

## Soorten
- Hestimodema ambigua Simon, 1909
- Hestimodema latevittata Simon, 1909